# Ana Maria Pacheco
Ana Maria Pacheco (Goiânia, Goiás,1943) é uma escultora, pintora e gravadora brasileira. Vive na Inglaterra, Reino Unido, desde 1973, onde consolidou sua carreira artística.
Seu trabalho é influenciado pela herança brasileira e muitas vezes se concentra em temas sobre vida e morte, com elementos fantásticos abordando questões de gênero, incorporando-os em narrativas autorreferenciais desdobradas em seu trabalho.  O trabalho de Pacheco é exibido internacionalmente em museus e galerias. A artista soma vários prêmios acumulados ao longo de sua carreira.

## Vida
Entre 1960 e 1964,  estudou Escultura e Música na Pontifícia Universidade Católica de Goiás e na Universidade Federal de Goiás. Posteriormente, fez pós-graduação em Música e Educação na Universidade Federal do Rio de Janeiro, em 1965. Entre 1966 e 1973, ensinou e lecionou nessas instituições antes de se mudar para Londres em 1973 para estudar na Slade School of Art com uma bolsa do British Council instituição onde permaneceu até 1975. Entre 1985 e 1989, Pacheco foi a primeira mulher no cargo de Diretora do Departamento de Belas Artes na Escola de Belas Artes de Norwich (Norwich School of Art) . Recebeu a Ordem do Rio Branco do governo brasileiro em 1999. Em 2002, Pacheco recebeu o título de Doutora Honoris causa em Filosofia pela East Anglia University em parceria com a Norwich School of Art. Ela foi nomeada Fellow da University College London em 2003.

## Carreira
O trabalho de Pacheco muitas vezes aborda temas que exploram a fantasia e o sobrenatural. Exemplos regulares incluem lendas brasileiras, mitologia, misticismo cristão e sátira medieval. A sua obra é também uma reflexão sobre a humanidade, explicando que a sua "arte mostra-nos o quão vulneráveis somos". Ela afirma que sua maior influência é O Aleijadinho.
Pacheco é mais conhecida por suas esculturas policromadas e projetos de instalação com figuras esculpidas em madeira. Como as exibidas recentemente no Festival Internacional de Artes de Galway na Irlanda em 2022. Um exemplo são as peças Man and his Sheep e Dark Night of the Soul, 1999, criado durante sua residência na National Gallery, Londres, como resposta ao The Martyrdom of Saint Sebastian por os irmãos Piero del Pollaiuolo e Antonio Pollaiuolo.
Pacheco produziu uma grande figura em calcário amarelo para o Festival Nacional de Jardins de Stoke-on-Trent de 1986.
Pacheco foi a primeiro escultora selecionada para ocupar a vaga de Associate Artist da National Gallery de Londres entre 1997 e 2000. A exposição Ana Maria Pacheco: New Painting and Sculpture percorreu parte do Reino Unido entre de 29 de Setembro de 1999 a 9 de Janeiro de 2000.
Em 2015, o trabalho de Pacheco foi exibido em quatro exposições simultâneas em Norwich. As exposições foram curadas por Keith Roberts para a Norfolk Contemporary Art Society em associação com a Pratt Contemporary.
Dispersing the Night foi uma exposição na Catedral de Salisbury com curadoria de Jacquiline Creswell em associação com Pratt Contemporary, que incluiu o trabalho de Pacheco. A exposição foi inaugurada em 23 de julho de 2017. Foi nesta exposição que o trabalho de Pacheco Be Aware foi exibido pela primeira vez publicamente.

## Exposições
- 1983 Galeria Ikon, Birmingham[4]
- 1989 Galeria Artsite e  St John's Catholic Church, Bath - Escultura, Pintura, Desenho e Gravuras. Exposição viajou para Cornerhouse, Manchester; Galeria de Arte de Wolverhampton; Galeria de Arte da Cidade de Worcester; Catedral de Worcester; Centro de Artes Metropole, Folkestone; Galeria de Exposições Milton Keynes; Galeria Print Studio em Glasgow[4]
- 1991 Some Exercise of Power (Algum Exercício de Poder), Museu de Arte Moderna, Oxford. Viajando para Camden Arts Centre, Londres[4]
- 1992 Trondhjems Kunstforening, Trondheim, Noruega[4]
- 1992 Trilogia: Escultura e Gravuras, Catedral de Winchester[4]
- 1993 Oslo Kunstforening[4]
- 1994 Museu do Castelo de Norwich, Norfolk[4]
- 1994 The Gas Hall, Museu e Galeria de Arte de Birmingham, Birmingham[4]
- 1995 Ormeau Baths Gallery, Belfast, Irlanda do Norte[4]
- 1995 Fundação Cass Sculpture, Chichester[4]
- 1996 The Trout Gallery, Weiss Center for the Arts at Dickinson College, Pensilvânia, Estados Unidos[4]
- 1997 The Old Jail Arts Center, Albany, Texas, Estados Unidos[4]
- 1999 Kilkenny Arts Festival, Irlanda[4]
- 1999 National Gallery, Londres. A exposição percorreu a Wolverhampton Art Gallery, Glynn Vivian Art Gallery, Swansea; Galeria de Arte Whitworth, Manchester; Galeria de Arte Mappin, Sheffield[4]
- 2001 Museu Ashmolean, Oxford[4]
- 2002 Dark Night of the Soul (Noite escura da alma), Galerias Salander-O'Reilly, Nova York[4]
- 2003 Land of No Return, Galerias Salander-O'Reilly, Nova York[4]
- 2004 Museu e Galeria de Arte de Brighton, Brighton[4]
- 2004-2010 Hayward Touring: Uma exposição itinerante organizada pela Hayward Gallery for Arts Council England[4]
- 2007 Museu de Arte Danforth, Framingham, Massachusetts, Estados Unidos[4]
- 2008 Festival de Música e Artes de Aldeburgh[4]
- 2008 Wallspace em All Hallows on the Wall, Londres[4]
- 2010 Igreja de São João, Waterloo[4]
- 2011 Galeria Studio 3, Universidade de Kent em Canterbury[4]
- 2012 The Longest Journey at Salisbury Cathedral (North Transept), Salisbury International Arts Festival[4]
- 2012-2013 Pinacoteca do Estado de São Paulo, Brasil[4]
- 2013 Festival de Artes de Edimburgo, Capelania Católica de St Albert[4]
- 2015 Shadows of the Wanderer; Cathedral of St John the Baptist - Studies of Heads (John the Baptist I & III) [(Sombras do Andarilho; Catedral de São João Batista - Estudos de Cabeças (João Batista I e III)], The Gallery at Norwich University of the Arts ; Catedral de Norwich[4]
- 2015-2017 Enchanted Garden (Jardim Encantado), Museu do Castelo de Norwich[4]
- 2016 Shadows of the Wanderer, Catedral de Chichester[4]
- 2017 Dispersando a Noite, Catedral de Salisbury[4]
- 2017 Festival Internacional de Artes de Galway, Irlanda[4]
- 2022 Galway International Arts Festival, Irlanda

## Prêmios e Honrarias
- 1970 Primeiro Prêmio, Bienal de Goiás. Selecionada para representar o Brasil na Bienal Internacional de Arte de São Paulo
- 1973 Bolsa do British Council para a Slade School of Fine Art, Londres
- 1985-89 Diretora da Escola de Belas Artes, Norwich School of Art, Norfolk
- 1986 Convidada para Burgdorfer Bildhauer-Symposion, Suíça - The Human Image of Today
- 1997-2000 Nomeada 4th Associated Artist, National Gallery London[4]
- 1999 Ordem do Rio Branco do Governo Brasileiro[4]
- 2002 Doutorado Honoris causa, Universidade de East Anglia[4]
- 2002 Doutorado Honoris causa, Universidade de Artes de Norwich[4]
- 2003 Fellow da University College London[4]
- 2012 Comenda da Ordem do Mérito Anhanguera, do Estado de Goiás, Brasil[4]
- 2015 Prêmio Mário Pedrosa de Artista Contemporâneo da Associação Brasileira de Críticos de Arte[4]